# SP Jongeren

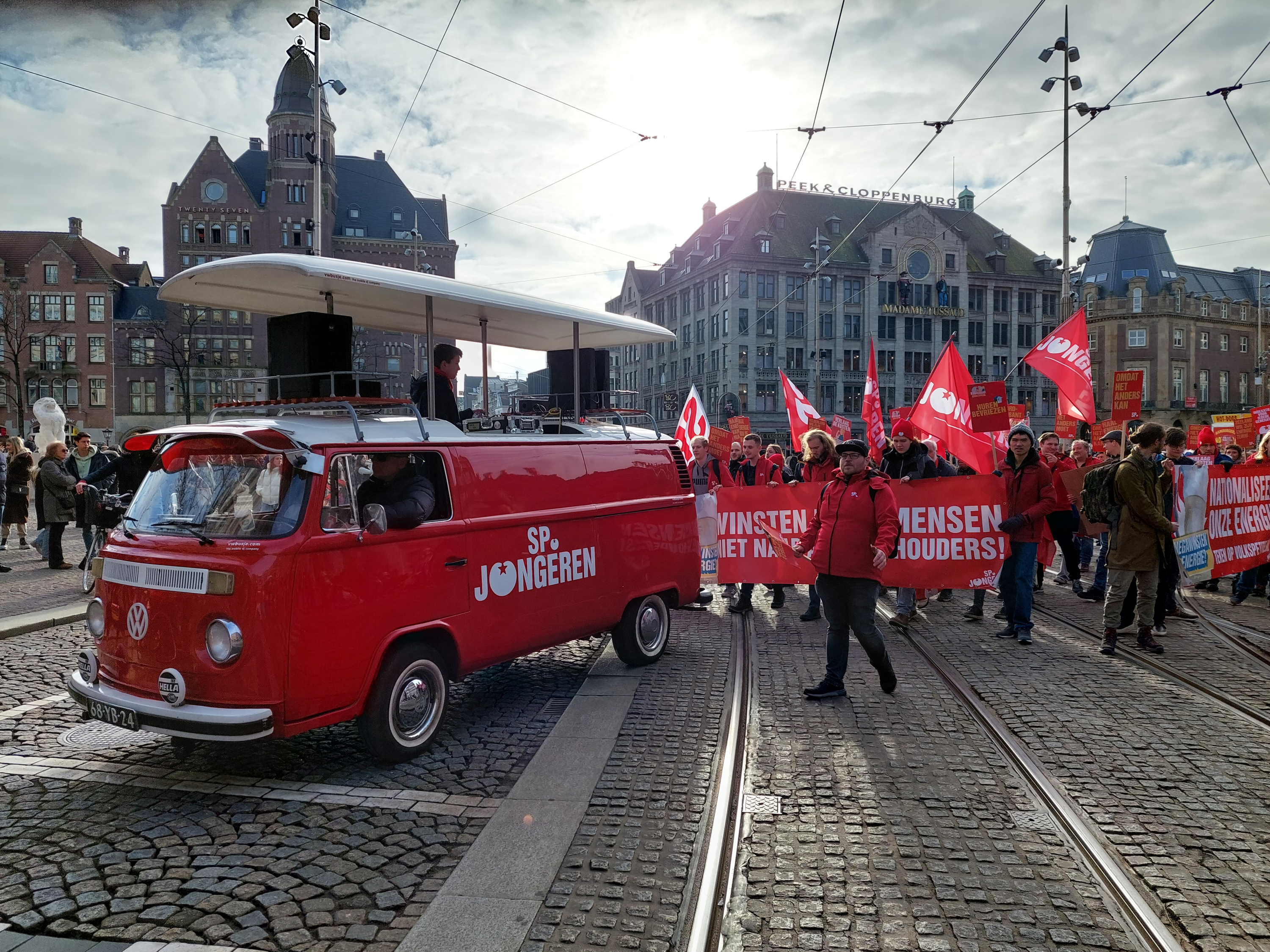
SP Jongeren voeren met een dj-bus actie op De Dam in Amsterdam, 11 februari 2023

SP Jongeren is een Nederlandse politieke jongerenorganisatie, ontstaan in 2022 als jongerenorganisatie van de Socialistische Partij.

## Geschiedenis
In 2021 kwam het tot een breuk tussen de Nederlandse Socialistische Partij en hun jongerenafdeling ROOD, onder meer vanwege betrokkenheid van een aantal bepalende leden bij het Communistisch Platform. Begin 2022 werd door jongeren binnen de SP het initiatief genomen een nieuwe jongerenorganisatie op te richten. In januari 2022 werd gestart met de verkiezing voor de Huisjesmelker van het Jaar, die losstaat van de gelijknamige verkiezing van ROOD.
Op 30 oktober 2022 werd de SP Jongeren officieel als vereniging opgericht. Bastiaan Meijer, tevens voorzitter van de SP-afdeling Den Haag en tot dat moment woordvoerder van de SP Jongeren, werd gekozen als eerste voorzitter. De organisatie voert onder meer campagne onder MBO-studenten. Tijdens de campagne voor de Tweede Kamerverkiezingen 2023 werd met Louisa Janssen het lied en de videoclip Leen! (een remake van Leef van André Hazes jr.) opgenomen. Hiermee werd geprotesteerd tegen de verhoging van de rente op studieschulden.
Op 13 april 2024 werd Meijer als voorzitter opgevolgd door Jeremie van Zeist.

## Lijst van voorzitters
- 2022-2024: Bastiaan Meijer
- 2024-heden: Jeremie van Zeist